# Pseudococcus cunninghamii
Pseudococcus cunninghamii är en insektsart som beskrevs av Williams 1985. Pseudococcus cunninghamii ingår i släktet Pseudococcus och familjen ullsköldlöss. Inga underarter finns listade i Catalogue of Life.